# Aït Yaazem
Ait Yaazem (franska: Ait Yaazem (CR), Ait Yaazem (Commune Rurale), arabiska: الحمام) är en kommun i Marocko.   Den ligger i provinsen El Hajeb och regionen Fès-Meknès, i den nordöstra delen av landet, 120 km öster om huvudstaden Rabat. Antalet invånare är 14 615.